# Hestroff
Ne doit pas être confondu avec Helstroff ou Hastroff.
Hestroff est une commune française située dans le département de la Moselle et le bassin de vie de la Moselle-Est, en région Grand Est.

## Géographie
| Ébersviller  | Chémery-les-Deux |           |
|              | Hestroff         | Anzeling  |
| Saint-Hubert | Piblange         | Gomelange |

### Écarts et lieux-dits
- Botzing (Jardins, Contrée et Chemin)
- Bousse
- Bruhlgarten (les Jardins du Breuil)
- Dordatz
- Geismühl

### Hydrographie
La commune est située dans le bassin versant du Rhin au sein du bassin Rhin-Meuse. Elle est drainée par le ruisseau l'Anzelingerbach, le ruisseau de Dalstein, le ruisseau de Bockange, le ruisseau le Hirkimbach et le ruisseau le Piblangerbach.
Le ruisseau l'Anzelingerbach, d'une longueur totale de 14,8 km, prend sa source dans la commune de Monneren et se jette  dans la Nied à Anzeling, face à la commune de Holling, après avoir traversé six communes.

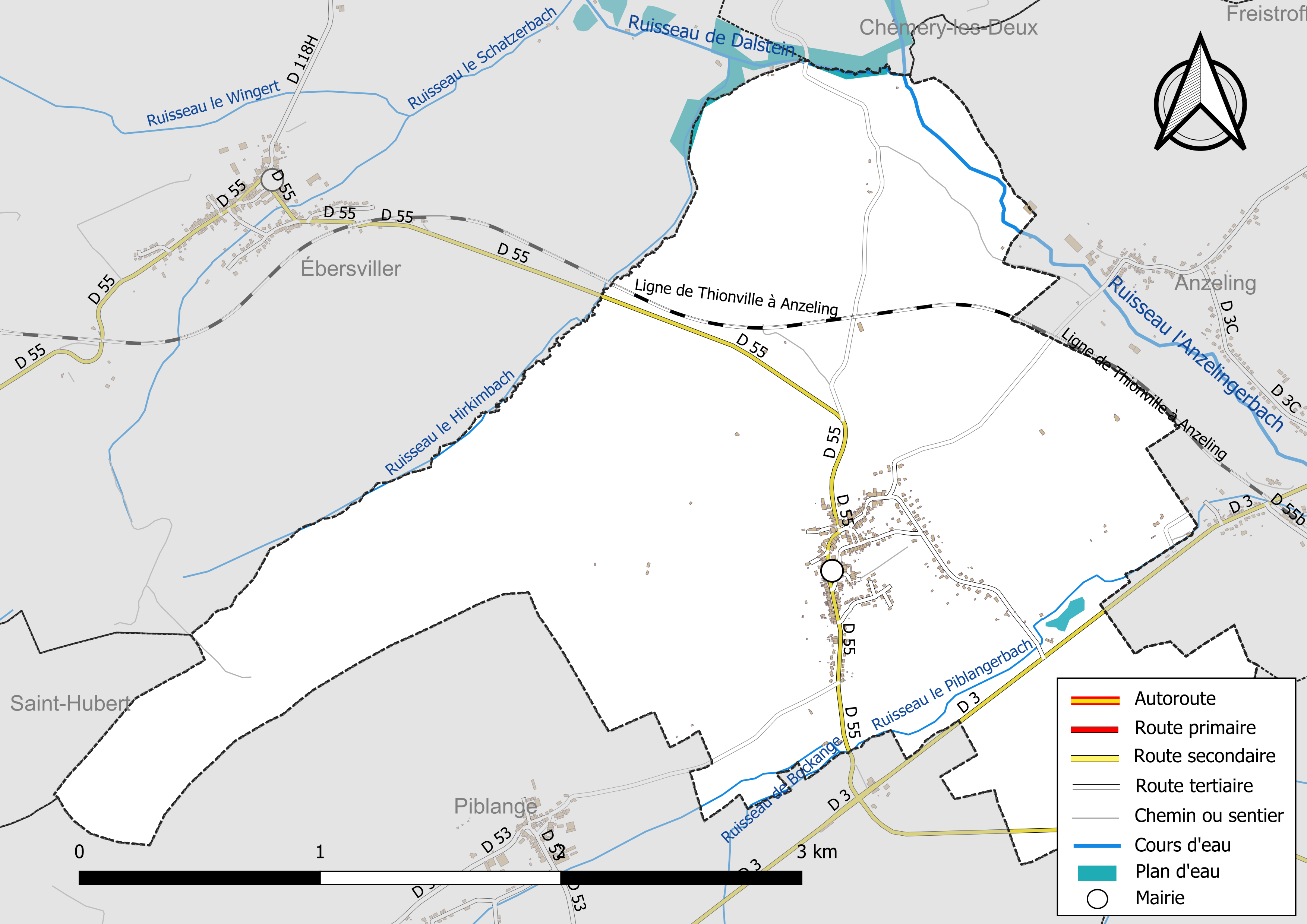
Réseaux hydrographique et routier d'Hestroff.

La qualité des eaux des principaux cours d’eau de la commune, notamment du ruisseau l'Anzelingerbach, peut être consultée sur un site spécial géré par les agences de l’eau et l’Agence française pour la biodiversité.

### Climat
Pour des articles plus généraux, voir Climat du Grand Est et Climat de la Moselle.
En 2010, le climat de la commune est de type climat des marges montargnardes, selon une étude du Centre national de la recherche scientifique s'appuyant sur une série de données couvrant la période 1971-2000. En 2020, Météo-France publie une typologie des climats de la France métropolitaine dans laquelle la commune est exposée à un climat semi-continental et est dans la région climatique  Lorraine, plateau de Langres, Morvan, caractérisée par un hiver rude (1,5 °C), des vents modérés et des brouillards fréquents en automne et hiver. 
Pour la période 1971-2000, la température annuelle moyenne est de 9,7 °C, avec une amplitude thermique annuelle de 16,9 °C. Le cumul annuel moyen de précipitations est de 810 mm, avec 12 jours de précipitations en janvier et 9,3 jours en juillet. Pour la période 1991-2020, la température moyenne annuelle observée sur la station météorologique de Météo-France la plus proche, « Malancourt », sur la commune d'Amnéville à 21 km à vol d'oiseau, est de 10,2 °C et le cumul annuel moyen de précipitations est de 884,1 mm. 
La température maximale relevée sur cette station est de 39,3 °C, atteinte le 25 juillet 2019 ; la température minimale est de −17,9 °C, atteinte le 5 janvier 1985,,. 
Les paramètres climatiques de la commune ont été estimés pour le milieu du siècle (2041-2070) selon différents scénarios d'émission de gaz à effet de serre à partir des nouvelles projections climatiques de référence DRIAS-2020. Ils sont consultables sur un site spécial publié par Météo-France en novembre 2022.

## Urbanisme

### Typologie
Au 1er janvier 2024, Hestroff est catégorisée commune rurale à habitat dispersé, selon la nouvelle grille communale de densité à sept niveaux définie par l'Insee en 2022.
Elle est située hors unité urbaine. Par ailleurs la commune fait partie de l'aire d'attraction de Metz, dont elle est une commune de la couronne,. Cette aire, qui regroupe 245 communes, est catégorisée dans les aires de 200 000 à moins de 700 000 habitants,.

### Occupation des sols
L'occupation des sols de la commune, telle qu'elle ressort de la base de données européenne d’occupation biophysique des sols Corine Land Cover (CLC), est marquée par l'importance des territoires agricoles (59,3 % en 2018), en diminution par rapport à 1990 (60,1 %). La répartition détaillée en 2018 est la suivante : 
terres arables (38,7 %), forêts (36,3 %), prairies (19,2 %), zones urbanisées (4,2 %), zones agricoles hétérogènes (1,4 %), zones humides intérieures (0,1 %). L'évolution de l’occupation des sols de la commune et de ses infrastructures peut être observée sur les différentes représentations cartographiques du territoire : la carte de Cassini (XVIIIe siècle), la carte d'état-major (1820-1866) et les cartes ou photos aériennes de l'IGN pour la période actuelle (1950 à aujourd'hui).

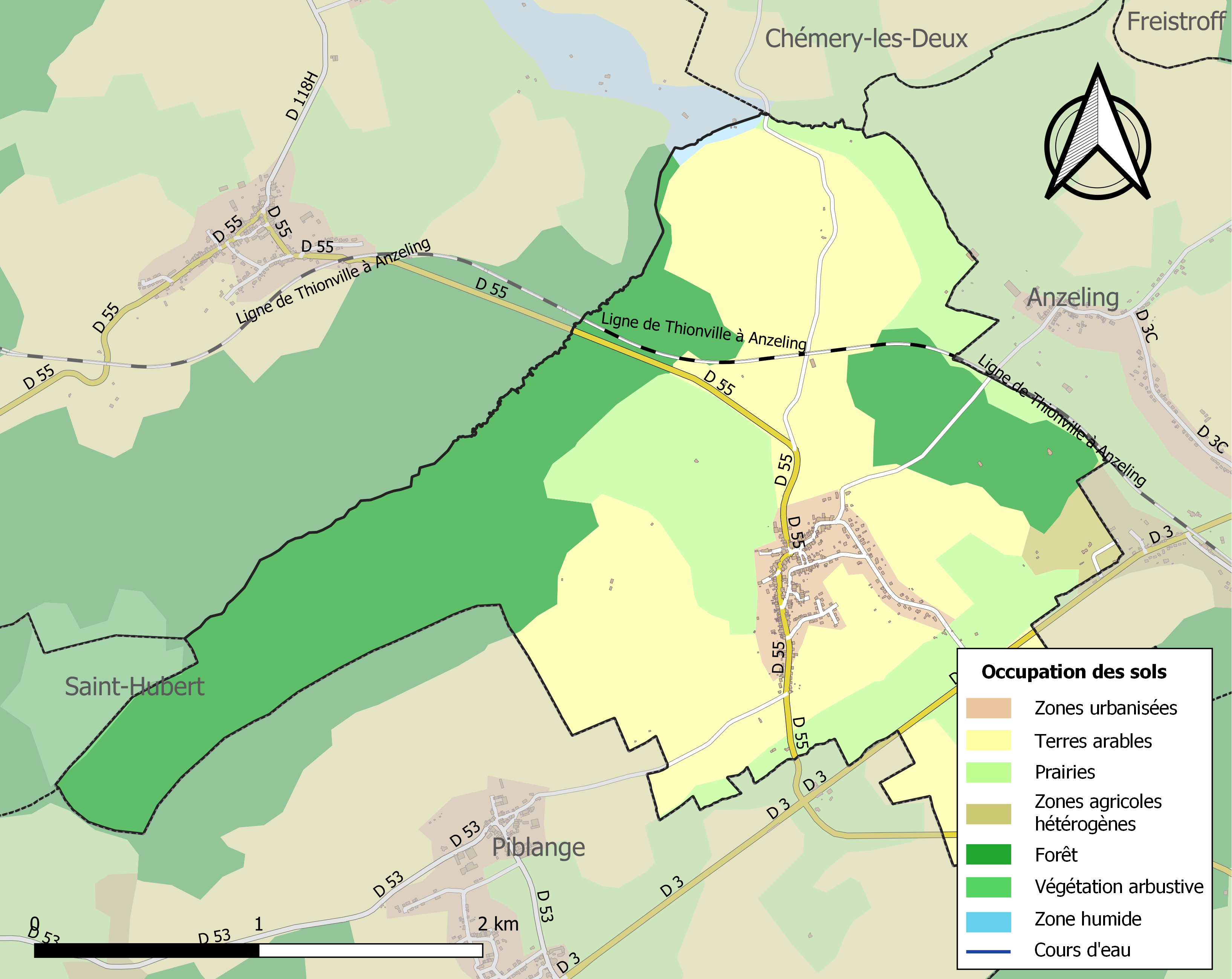
Carte des infrastructures et de l'occupation des sols de la commune en 2018 (CLC).

## Toponymie
- Heruwinivilla ou Heruwinvilla (960) ; Heystroff (1212) ; Hestroff (1228) ; Heurestorf (1271) ; Herstourf (1290) ; Herrestorf (1291) ; Herstorph (1297) ; Herestor (1300) ; Herstroff (1429) ; Herstorff (1511) ; Herestroff, Hestorff, Herrstorff, Herstroff (1544) ; Heistorffz (1553) ; Heistroff (1716) ; Hersdorf (XVIIIe siècle - pouillé allem. de M.)[14]; Hestroff (1793)[15].
- Heschdrëf et Heschtroff en francique lorrain, Heßdorf en allemand (1871-1918 et 1940-1944).

### Sobriquet
Ancien surnom des habitants : Die Bewatten / les bewates (= les Charançons).
Autre surnom : de wendmella (= les moulins-à-vent).

## Histoire
- Dépendait du duché de Lorraine.
- Possession de l'abbaye Saint-Pierre de Metz, en partie racheté par les cisterciens de Villers-Bettnach.
- Hestroff possédait quelques écarts comme la Geissenmillen (Geismühle) francisée en Moulin des chèvres, la Wahrschmühle, moulin à étoupe, Talling ferme aujourd'hui disparue, Kottenhaus qui aurait été une maladrerie et l'annexe Estingen (ou Esting) citée en 1212 entièrement détruite lors de la guerre de Trente Ans.

## Politique et administration
| Période                                  | Période   | Identité        | Étiquette | Qualité |
| ---------------------------------------- | --------- | --------------- | --------- | ------- |
| mars 1977                                | mars 2008 | Julien Jacob    |           |         |
| mars 2008                                | 2014      | Denis Mathis    |           |         |
| mai 2020                                 | En cours  | Pierre Lounissi |           |         |
| Les données manquantes sont à compléter. |           |                 |           |         |

## Démographie
L'évolution du nombre d'habitants est connue à travers les recensements de la population effectués dans la commune depuis 1800. Pour les communes de moins de 10 000 habitants, une enquête de recensement portant sur toute la population est réalisée tous les cinq ans, les populations de référence des années intermédiaires étant quant à elles estimées par interpolation ou extrapolation. Pour la commune, le premier recensement exhaustif entrant dans le cadre du nouveau dispositif a été réalisé en 2005.

En 2022, la commune comptait 479 habitants, en évolution de +5,51 % par rapport à 2016 (Moselle : +0,52 %, France hors Mayotte : +2,11 %).
| 1800 | 1806 | 1821 | 1836 | 1841 | 1861 | 1866 | 1871 | 1875 |
| ---- | ---- | ---- | ---- | ---- | ---- | ---- | ---- | ---- |
| 658  | 675  | 665  | 717  | 738  | 582  | 610  | 584  | 563  |

| 1880 | 1885 | 1890 | 1895 | 1900 | 1905 | 1910 | 1921 | 1926 |
| ---- | ---- | ---- | ---- | ---- | ---- | ---- | ---- | ---- |
| 538  | 506  | 481  | 456  | 431  | 510  | 477  | 435  | 427  |

| 1931 | 1936 | 1946 | 1954 | 1962 | 1968 | 1975 | 1982 | 1990 |
| ---- | ---- | ---- | ---- | ---- | ---- | ---- | ---- | ---- |
| 661  | 447  | 395  | 390  | 387  | 368  | 356  | 346  | 380  |

| 1999 | 2005 | 2006 | 2010 | 2015 | 2020 | 2022 | - | - |
| ---- | ---- | ---- | ---- | ---- | ---- | ---- | - | - |
| 410  | 393  | 389  | 440  | 460  | 474  | 479  | - | - |

## Lieux et monuments
La fontaine ronde du « haut du village » n'a pas encore révélé son âge. Une nuit sans lune, après le 11 novembre 2006, le chérubin en bronze la surplombant s'est volatilisé…
Le gros chêne de la forêt communale fait 449 cm de circonférence.

## Édifice religieux
- Église Saint-Jean-Baptiste 1730 ; la flèche du clocher reçut la forme d'un casque à pointe en 1907. Elle ne fut pas démolie par la guerre, mais plus tard pour restauration. Orgue Dalstein-Haerpfer de 1874.

## Ouvrage militaire
- L'ouvrage A 24, ouvrage de Bousse dit le « fort aux fresques », dans le bois de Bousse : trois blocs de combat, fresques originales peintes pendant la drôle de guerre (septembre 1939 - juin 1940).
- L'ouvrage d'Anzeling.

## Personnalités liées à la commune
- Mathias Robert de Hesseln, censeur royal et géographe du roi Louis XV[21].